# Ministerstwo Gospodarki Terenowej i Ochrony Środowiska
Ministerstwo Gospodarki Terenowej i Ochrony Środowiska – polskie ministerstwo istniejące w latach 1972–1975, powołane w celu objęcia polityką państwa całokształtu spraw gospodarki terenowej i w dziedzinie ochrony środowiska. Minister był członkiem Rady Ministrów. 

## Utworzenie urzędu
Na podstawie ustawy z 1972 r. o utworzeniu urzędu Ministra Gospodarki Terenowej i Ochrony Środowiska ustanowiono nowy urząd.

## Ministrowie
- Jerzy Kusiak (1972–1975)

## Zakres działania urzędu
Do zakresu działania Ministra Gospodarki Terenowej i Ochrony Środowiska należały sprawy:
- programowania i zagospodarowania przestrzennego miast, osiedli i wsi,
- gospodarki terenami w miastach i osiedlach,
- gospodarki mieszkaniowej i komunalnej, geodezji i kartografii,
- wywłaszczania nieruchomości,
- państwowego nadzoru nad budownictwem powszechnym i budownictwem specjalnym w zakresie gospodarki komunalnej,
- normatywów projektowania dla budownictwa powszechnego i budownictwa specjalnego w zakresie gospodarki komunalnej,
- ochrony naturalnego środowiska, w szczególności ochrony wód przed zanieczyszczeniem,
- zieleni oraz powietrza atmosferycznego.

## Szczegółowy zakres działania urzędu
Na podstawie rozporządzenia Rady Ministrów z 1972 r. w sprawie szczegółowego zakresu działania Ministra Gospodarki Terenowej i Ochrony Środowiska do zakresu działania urzędu należały sprawy:
- programowania i zagospodarowania przestrzennego miast i innych jednostek osadniczych,
- gospodarki terenami w miastach,
- gospodarki mieszkaniowej,
- gospodarki komunalnej,
- geodezji i kartografii,
- wywłaszczania nieruchomości,
- państwowego nadzoru nad budownictwem powszechnym i budownictwem specjalnym w zakresie gospodarki komunalnej,
- normatywów projektowania dla budownictwa powszechnego i budownictwa specjalnego w zakresie gospodarki komunalnej,
- ochrony naturalnego środowiska, w szczególności ochrony wód przed zanieczyszczeniem, zieleni oraz powietrza atmosferycznego.

## Dziedziny działania  urzędu
W dziedzinie programowania i zagospodarowania przestrzennego
- ustalanie przepisów, normatywów i norm dotyczących planów miejscowych, planów realizacyjnych i wyznaczania terenów budowlanych na obszarach wsi,
- ustalanie zasad i trybu wydawania decyzji w sprawach lokalizacji szczegółowej inwestycji oraz w sprawach zmian sposobu wykorzystania terenu i ustalania stref ochronnych,
- ustalanie zasad koordynacji inwestycji budownictwa ogólnego i komunalnego na terenach miast oraz działalności służb inwestycyjnych działających w zakresie tego budownictwa,
- ustalanie zasad przygotowania terenów uzbrojonych pod budownictwo mieszkaniowe i towarzyszące dla ludności nierolniczej oraz terenów pod budownictwo jednorodzinne i zagrodowe na terenie miast.

W dziedzinie gospodarki terenami w miastach ustalanie zasad
- przekazywania terenów państwowych w użytkowanie,
- oddawania terenów państwowych w użytkowanie wieczyste i sprzedaży budynków na tych terenach,
- uznawania terenów za obszary urbanizacyjne.

W dziedzinie gospodarki mieszkaniowej
- wytyczanie kierunków rozwoju budownictwa mieszkaniowego oraz zasad jego programowania,
- ustalanie zasad projektowania, finansowania oraz warunków realizacji budownictwa mieszkaniowego dla ludności nierolniczej,
- koordynacja budownictwa mieszkaniowego i towarzyszącego,
- ustalanie zasad gospodarowania zasobami mieszkaniowymi o charakterze miejskim,
- wytyczanie kierunków rozwoju i zasad świadczenia usług mieszkaniowych,
- opracowywanie zasad rozdziału mieszkań i nadzór nad publiczną gospodarką lokalami,
- ustalanie zasad współdziałania organów administracji domów mieszkalnych z samorządem mieszkańców,
- koordynacja międzyresortowa usług mieszkaniowych.

W dziedzinie gospodarki komunalnej
- ustalanie kierunków rozwoju oraz zasad programowania, projektowania, eksploatacji i funkcjonowania urządzeń:
- zaopatrzenia w wodę ludności miast, a także na innych terenach osadniczych w zakresie ustalonym przepisami szczególnymi,
- odprowadzania oraz oczyszczania ścieków miejskich,
- melioracji miejskich,
- dróg - wraz z ich wyposażeniem - w miastach, a także na innych terenach osadniczych w zakresie ustalonym przepisami szczególnymi,
- komunikacji miejskiej,
- terenów zieleni miejskiej (parki, zieleń osiedlowa i przyuliczna, ogrody działkowe, lasy komunalne) i cmentarzy,
- służących do utrzymania porządku i czystości w miastach, a także na innych terenach osadniczych w zakresie ustalonym przez wojewodów,
- zbiorowego ogrzewania budynków mieszkalnych i obiektów komunalnych, z wyjątkiem elektrociepłowni i ciepłowni centralnych,
- oświetlenia ulic i placów publicznych,
- zapewniających wykonywanie usług komunalnych (z wyjątkiem hoteli i pokoi gościnnych) w zakresie ustalonym odrębnymi przepisami,
- ogrodów zoologicznych.

W dziedzinie geodezji i kartografii
- programowanie, planowanie, koordynacja, wykonywanie zadań z dziedziny geodezji i kartografii dla potrzeb gospodarki narodowej i obronności kraju, z wyjątkiem zadań przekazanych do wykonania służbom geodezyjnym innych resortów, oraz ustalanie przepisów i normatywów dotyczących geodezji i kartografii,
- koordynacja ustalania organizacji i zakresu działania służb geodezyjnych innych resortów oraz koordynacja i kontrolowanie fachowej działalności tych służb,
- rozgraniczanie i podział nieruchomości oraz ewidencja gruntów, budynków i urządzeń w zakresie ustalonym przepisami szczególnymi,
- prowadzenie składnic geodezyjnych i kartograficznych oraz sprawy reprodukcji i obiegu materiałów geodezyjnych i kartograficznych.

W dziedzinie zadań państwowego nadzoru budowlanego
- ustalania warunków technicznych wykonywania i odbioru robót budowlanych i rozbiórkowych w budownictwie powszechnym,
- dopuszczania do stosowania nowych materiałów, elementów i konstrukcji budowlanych oraz nowych metod budowlanych w budownictwie powszechnym,
- ustalania zasad sporządzania i zatwierdzania opracowań projektów typowych, które ustala Minister Budownictwa i Przemysłu Materiałów Budowlanych w porozumieniu z Ministrem Gospodarki Terenowej i Ochrony Środowiska,
- ustalania zasad i warunków umów o wykonanie prac projektowych, robót budowlanych oraz zasad odbioru robót budowlanych,
- ustalania na podstawie wytycznych Rady Ministrów zasad koordynacji, organizacji i pracy państwowych jednostek projektowania.

W dziedzinie ochrony środowiska
- nadzór i kontrola w zakresie ochrony wód przed zanieczyszczeniem łącznie z nakładaniem kar pieniężnych, określonych w art. 160 Prawa wodnego,
- ochrona powietrza atmosferycznego przed zanieczyszczeniem,
- prognozowanie, programowanie i planowanie rozwoju ochrony środowiska,
- opiniowanie lokalizacji inwestycji pod względem ochrony środowiska,
- bilansowanie i kontrola źródeł szkodliwych zanieczyszczeń,
- ocena stanu jakości środowiska,
- inicjowanie, opiniowanie i koordynacja przedsięwzięć w zakresie gospodarki ściekowej oraz produkcji urządzeń oczyszczających,
- nadzór i kontrola w zakresie gospodarki ściekami,
- inicjowanie i opiniowanie programów rozwoju nowej techniki i technologii, ograniczających lub zapobiegających nadmiernemu zanieczyszczeniu środowiska,
- ustalanie norm dopuszczalnych stężeń zanieczyszczeń i standardów jakości środowiska,
- prowadzenie działalności informacyjnej, propagandowej i popularyzacyjnej w zakresie ochrony środowiska,
- koordynacja międzyresortowa w dziedzinie ochrony i kształtowania środowiska,
- ustalanie kierunków i metod realizacji walki z hałasem, z wyłączeniem spraw objętych przepisami o bezpieczeństwie i higienie pracy,
- ustalanie kierunków unieszkodliwiania odpadów przemysłowych i komunalnych, mających wpływ na zanieczyszczanie środowiska w stopniu naruszającym jego równowagę.

W dziedzinie budownictwa komunalnego
- ustalanie w miastach zasad organizacji i wykonawstwa:
- remontów kapitalnych budynków mieszkalnych i innych obiektów budownictwa powszechnego,
- remontów kapitalnych urządzeń komunalnych,
- drobnych inwestycji urządzeń komunalnych i budownictwa powszechnego.

## Współdziałanie urzędu
Minister Gospodarki Terenowej i Ochrony Środowiska przy wykonywaniu  swoich zadań współdziałał z naczelnymi i terenowymi organami administracji państwowej, centralnymi organizacjami spółdzielczymi i organizacjami społecznymi.  
Sprawował merytoryczną kontrolę działalności wydziałów w urzędach terenowych organów administracji państwowej w dziedzinach odpowiednich do zakresu swego działania oraz sprawował nadzór nad:
- przedsiębiorstwami, zjednoczeniami, jednostkami zaplecza naukowo-badawczego i technicznego oraz innymi organizacjami gospodarczymi bezpośrednio mu podporządkowanymi,
- działalnością jednostek gospodarki uspołecznionej i innych osób prawnych oraz osób fizycznych w dziedzinach działalności, w których pełni funkcje naczelnego organu administracji państwowej.

## Zniesienie urzędu
Na podstawie ustawy z 1975 r. utworzeniu urzędu Ministra Administracji, Gospodarki Terenowej i Ochrony Środowiska zniesiono urząd Ministra Gospodarki Terenowej i Ochrony Środowiska.